# Compostela (kommun), Mexiko
Compostela är en kommun i Mexiko.   Den ligger i delstaten Nayarit, i den centrala delen av landet, 600 km väster om huvudstaden Mexico City. Antalet invånare är 62 925. Arean är 1 848 kvadratkilometer.
Terrängen i Compostela är varierad.
Följande samhällen finns i Compostela:
- Compostela
- Las Varas
- Zacualpan
- Colonia Paraíso Escondido
- Juan Escutia
- Mazatán
- Miravalles
- El Paranal
- Paso de las Palmas
- Villa Morelos
- Chulavista
- San Isidro
- Cándido Salazar
- Bella Unión
- Nuevo Ixtlán
- Vizcarra
- Tepiqueños
- Buenavista
- Mamey Grande de Arriba